# Хеслес
Хеслес (нем. Heßles) — коммуна в Германии, в земле Тюрингия.
Входит в состав района Шмалькальден-Майнинген. Население составляет 390 человек (на 31 декабря 2006 года). Занимает площадь 5,39 км². Официальный код — 16 0 66 032.